# Aerosonde
Insitu Aerosonde — невеликий безпілотний літальний апарат (БПЛА), розроблений для збору метеорологічних даних, включаючи температуру, атмосферний тиск, вологість повітря, напрямок і силу вітру над океанами та у важкодоступних районах. Aerosonde був розроблений американською компанією Insitu та зараз випускається австралійською компанією Aerosonde Ltd. Aerosonde першого покоління Laima став першим безпілотним літальним апаратом, що перетнув Атлантичний океан (у 1998 році).
Прийнятий на озброєння ЗС США під індексом MQ-19 .

## ЛТХ
- Довжина, м: 1,7
- Розмах крила, м: 2,9
- Висота, м: 0,6
- Маса, кг: 13,1
- Максимальна швидкість, км/год: 193
- Дальність дії, км: 150
- Практична стеля, м: 4500
- Тип двигуна: модифікований авіамодельний Enya R120, 1,74 к.с. (1280 Вт)